# Nordrhodesia

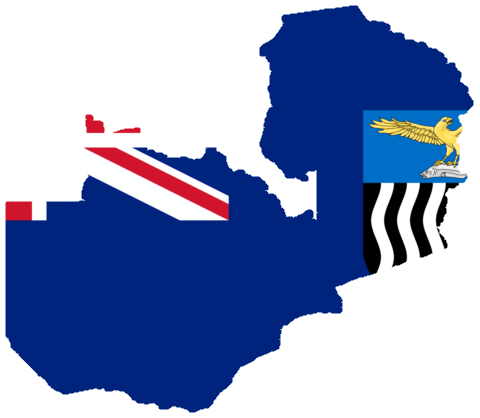
Karta och flagga över Nordrhodesia, nuvarande Zambia.

Nordrhodesia var en brittisk koloni i södra Afrika. I samband med att landet blev självständigt 1964 antogs namnet Zambia.
Nordrhodesia bildades 1911 av British South Africa Company genom sammanläggning av territorierna Nordöstrhodesia och Nordvästrhodesia. Territoriet styrdes av British South African Company fram till år 1923, då det i stället blev ett brittiskt protektorat. Under 1920- och 30-talen utvecklades gruvdriften och en stor invandring ägde rum. Under åren 1953–1963 ingick dåvarande Nordrhodesia i Centralafrikanska federationen tillsammans med kolonierna Nyasaland (Malawi) och Sydrhodesia (Zimbabwe).

### Fotnoter
1. ↑  ”NORTHERN RHODESIA.” (på engelska). api.parlament. https://api.parliament.uk/historic-hansard/lords/1924/mar/20/northern-rhodesia. Läst 11 februari 2024.
2. ↑  ”SNAPSHOT IN HISTORY – THE NORTHERN RHODESIAN BUSINESSMAN” (på engelska). Zambian Observer. https://zambianobserver.com/snapshot-in-history-the-northern-rhodesian-businessman/. Läst 11 februari 2024.
3. ↑  ”Zambia” (på engelska). World Statesmen. http://www.worldstatesmen.org/Zambia.html. Läst 12 maj 2016.
4. ↑  ”Nordrhodesia”. NE.se. https://www.ne.se/uppslagsverk/encyklopedi/l%C3%A5ng/nordrhodesia. Läst 11 februari 2024.
5. ↑  ”Miscellany from Northern Rhodesia” (på engelska). rhodesia.me.uk. https://www.rhodesia.me.uk/northern-rhodesia/. Läst 11 februari 2024.
6. ↑  ”Rhodesia” (på engelska). Britannica. https://www.britannica.com/place/Rhodesia. Läst 11 februari 2024.
7. ↑  ”Northern Rhodesia” (på engelska). britishempire.co.uk. https://www.britishempire.co.uk/maproom/northernrhodesia.htm. Läst 11 februari 2024.
8. ↑  ”The Colonization of Rhodesia” (på engelska). Junyeop Revolution Project. http://zimbabwecolonizationjunyeop.weebly.com/colonization-of-rhodesia.html. Läst 11 februari 2024.
9. ↑  ”12 - British Central Africa”. Cambridge.org. 28 mars 2008. https://www.cambridge.org/core/books/abs/cambridge-history-of-africa/british-central-africa/365BDE1050AD2A2236B6E4EB705765D4. Läst 11 februari 2024.
10. ↑  ”Independence is Normal: The journey from Northern Rhodesia to Zambia” (på engelska). The National. 24 oktober 2023. https://www.thenational.scot/politics/23867434.independence-normal-journey-northern-rhodesia-zambia/. Läst 11 februari 2024.
11. ↑  ”Progress in Rhodesia” (på engelska). Railway Wonders of the World. https://www.railwaywondersoftheworld.com/rhodesia-railways.html. Läst 11 februari 2024.
12. ↑  ”Northern Rhodesia (Zambia pre-independence)” (på engelska). Crw Flags. https://www.crwflags.com/fotw/flags/zm_nr.html#nr10. Läst 11 februari 2024.
13. ↑  ”Federation of Rhodesia and Nyasaland” (på engelska). World Statesmen. http://www.worldstatesmen.org/Zimbabwe.html#Rhodesia-Nyasaland. Läst 12 maj 2016.
14. ↑  ”Zambia (Northern Rhodesia), 1920-1945” (på engelska). britishonlinearchives.com. https://britishonlinearchives.com/collections/79/volumes/562/zambia-northern-rhodesia-1920-1945?. Läst 16 november 2024.